# Nämnden för lagstiftningskontroll
Nämnden för lagstiftningskontroll (även känd som RSB efter dess engelska namn Regulatory Scrutiny Board) är ett oberoende rådgivande organ vid Europeiska kommissionen. Dess funktion är att granska och stödja kommissionens konsekvensbedömningar och utvärderingar av lagförslag innan de går vidare till lagstiftningsprocessen. Nämnden inrättades av EU-kommissionen 2015.

## Uppgifter
Nämnden utför olika uppgifter för att säkerställa kvaliteten på kommissionens lagstiftningsarbete. Huvudmålet är att säkerställa att den tillgängliga informationen är korrekt och att synpunkter från berörda parter beaktas. Uppgifterna inkluderar att granska alla utkast till konsekvensbedömningar, bedöma att de är ändamålsenliga och genomföra större utvärderingar av befintlig lagstiftning. Dessutom ger nämnden råd till kommissionens generalsekretariat om politik för förbättrad lagstiftning.

## Organisation
Nämnden består av nio medlemmar:
- En generaldirektör som är ordförande
- Fyra högt uppsatta kommissionsanställda
- Fyra experter som rekryterats externt

Samtliga ledamöter utför sina uppgifter på heltid för nämnden och har inga ytterligare ansvarsområden. Mandatperioden är normalt tre år, men i vissa fall kan den förlängas med ett år. Nämnden agerar oberoende av politiska ansvarsområden och andra EU-institutioner.

## Kritik
Nämnden har kritiserats för att ha en vetoposition som ger den för mycket inflytande över EU:s lagstiftningsprocess, särskilt med tanke på att dess medlemmar inte är folkvalda och att den är relativt okänd och inte är tillräckligt transparent. Enligt forskning av Brigitte Pircher vid Linnéuniversitetet har nämndens arbete utsatts för påverkan av näringslivet, varpå nämnden har tagit ställning för deras perspektiv, vilket har resulterat i kraftigt urvattnade lagförslag.